# Segestes
Segestes fue un noble de la tribu germánica de los queruscos involucrado en los eventos que rodearon los intentos romanos de conquistar el norte de Alemania durante el reinado del emperador romano Augusto.
Arminio, noble y líder militar querusco, se había casado con la hija de Segestes, contra la voluntad de su padre. Segestes, que favorecía el señorío romano, le guardó a Arminio un rencor de por vida y finalmente encontró la manera de vengarse. En el 9 d. C. advirtió al gobernador romano Publio Quintilio Varo del inminente levantamiento de sus compatriotas, pero no se le creyó..Varo y sus tres legiones perecieron posteriormente en los tres días de la Batalla del bosque de Teutoburgo, donde varias tribus alemanas aliadas bajo el mando de Arminio les tendieron una emboscada.
Segestes se volvió abiertamente contra Arminio cuando Germánico invadió el norte de Alemania en el 15 d. C. en un renovado intento de establecer el dominio romano en la zona. Asediado en su fortaleza por sus propios compatriotas, Segestes pidió ayuda a Germánico que lo alivió, y Segestes entonces entregó a Germánico su hija embarazada Thusnelda, la esposa de Arminio, como prisionera. Thusnelda fue llevada a Roma y, junto con su hermano Segismundo, exhibida en el desfile de la victoria de Germánico en el 17 d. C., con su padre como espectador de honor. Thusnelda nunca regresó a su tierra natal. El único hijo de Arminio, Tumélico, a quien dio a luz mientras estaba en cautiverio, fue entrenado como gladiador en Ravena y murió en un combate de gladiadores antes de cumplir los 20 años.
El golpe final fue dado en el 21 d. C. cuando Segestes y otros miembros de su familia asesinaron a Arminio. Germánico le otorgó una residencia a Segestes en algún lugar de las provincias romanas al oeste del Rin.